# Saab 900 Talladega

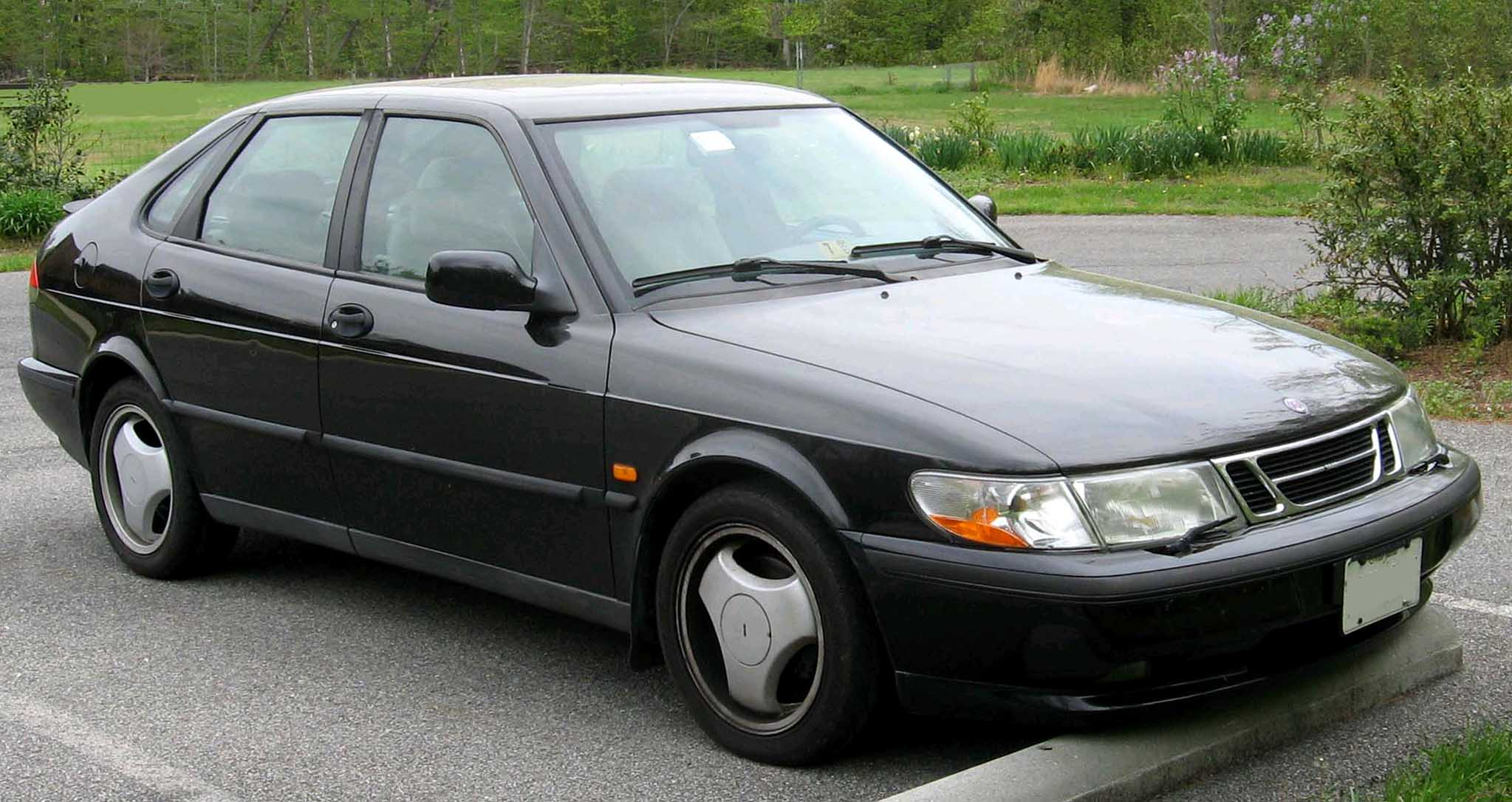
Saab 900 SE Talladega.

Saab 900 Talladega är en jubileumsmodell av Saab 900 NG som kom ut 1997 i en begränsad utgåva för att fira rekorden Saab slog året innan under Talladega Challenge på Talladega Superspeedway i Alabama, USA med just den bilmodellen (Saab 900NG).
År 1986 satte en Saab 9000 Turbo i standardutförande flera världshastighetsrekord på Talladega Superspeedway genom att färdas 100 000 kilometer med en medelhastighet på 213,299 km/h (133,465 mph).
Tio år senare, 1996, genomförde Saab på nytt en höghastighetsutmaning på Talladegabanan, den här gången med Saab 900 i det som kallades "The Saab 900 Talladega Challenge 1996". Bilarna hade plockats slumpmässigt från produktionslinjen av särskilda opartiska inspektörer från det internationella motorsportförbundet och under en period av åtta dagar kom helt vanliga Saab 900-bilar att köras i full fart på Talladegabanan. 
I samband med 'The Saab 900 Talladega Challenge 1996' introducerade Saab specialmodellen Saab 900 Talladega. Den nya Saab 900 Talladega drivs av Saabs 2,0-liters 185 hk turbomotor, 2,3i eller 2,0i och marknadsfördes endast som 1997 års modell. Bilen kombinerar körglädje tack vare ett väl avstämt sportchassi och mycket hög utrustningsnivå. 
Talladega-modellen har dessutom ett antal detaljer som skiljer modellen från andra Saab 900-bilar:
- 7-ekrade 6,5 x 16-tums lättmetallfälgar gjorda speciellt för Saab av BBS och utrustade med 205/50 R16 Michelin Pilot högpresterande däck (Saab Super Aero-hjul på bilar för USA).
- läderklädd ratt och växelspaksknopp och en läderdamask för växelspaken (ej på bilar med automatlåda)
- läderklädsel
- läderklädda dörrpaneler
- svarta plyschmattor
- förkromade inre dörrhandtag
- färgmatchad frontspoiler
- färgmatchade ytterbackspeglar
- färgmatchad turbospoiler bak (3-dörrars och 5-dörrars modeller)
- färgmatchade stötfångare med mörklagda stötfångare
- Talladegaemblem

Saab 900 Talladega började säljas i slutet av januari 1997 och fanns i tredörrars och femdörrarsversioner och även som Cabriolet-modell. Bilen drevs av Saab 2-liters turbomotorn som utvecklar 185 hk, men fanns även med 2,3i-motor på 150hk eller 2,0i på 130hk. Bilen gick att få med en 5-växlad manuell växellåda, 4-växlad automatisk växellåda eller det 5-växlade Saab Sensonic-systemet.
Saab 900 Talladega finns i tre karossfärger - svart, silvermetallic och cayenneröd metallic.